# Leptysma marginicollis
Leptysma marginicollis är en insektsart som först beskrevs av Jean Guillaume Audinet Serville 1838.  Leptysma marginicollis ingår i släktet Leptysma och familjen gräshoppor.

## Underarter
Arten delas in i följande underarter:
- L. m. marginicollis
- L. m. mexicana
- L. m. hebardi